# Inge-Britt Sander
Gun Inge-Britt Irene Sander, född 20 oktober 1935 i Karlskrona, död 20 november 2013 i Forshaga församling, var en svensk textilkonstnär och textillärare.
Sander studerade vid Konstindustriskolan i Stockholm. Efter studierna arbetade hon 1956–1960 vid Västmanlands läns hemslöjdsförening, där hon gjorde mönster och skisser för föreningens produktion. Hon formgav även textilmönster för industritillverkning.